# Església parroquial de Santiago Apòstol (Alboraig)
L'església de Santiago Apòstol és un temple catòlic situat a la plaça de l'Església, 1, en el municipi d'Alboraig. És un Bé de Rellevància Local amb identificador nombre 46.18.012-001.

## Història
Va ser edificada als segles xviii i xix.
La parròquia va ser erigida en 1794, perquè abans depenia de Setaigües.